# ブライアン・ハドソン
ブライアン・マイケル・ハドソン（Bryan Michael Hudson, 1997年5月8日 - ）は、アメリカ合衆国イリノイ州マディソン郡ゴッドフレイ出身のプロ野球選手（投手）。左投左打。MLBのシカゴ・ホワイトソックス所属。

## 経歴

### プロ入りとカブス傘下時代
2015年のMLBドラフト3巡目（全体82位）でシカゴ・カブスから指名されプロ入り。
2022年まで傘下のマイナーチームでプレーしたがメジャーへの昇格はなく、同年オフの11月10日にFAとなった。

### ドジャース時代
2022年12月23日にロサンゼルス・ドジャースとマイナー契約を結んだ。
2023年は傘下のAAA級オクラホマシティ・ドジャースで開幕を迎えた。6月17日に初めてメジャーへ昇格し、同日のサンフランシスコ・ジャイアンツ戦に救援登板してメジャーデビュー。この試合でブレイク・セイボルからメジャー初奪三振を記録した。この年メジャーでは6試合に登板した。オフの12月27日にDFAとなった。

### ブルワーズ時代
2024年1月3日にジャスティン・チャンバーズ、後日発表選手とのトレードで、ミルウォーキー・ブルワーズへ移籍した。同年は開幕からセットアッパーとして活躍し、リード時に2イニングを投げる回跨ぎを頻繁に行った。7月初旬の時点で救援投手の中で5番目に多い投球回を投げ、防御率0.82を記録した。これを受け、ブルワーズは今後ハドソンの体に過度の負担をかけないように、起用法を見直すことを発表した。9月3日に疲労による球速低下を理由にオプションでAAA級ナッシュビル・サウンズへ降格し、シーズン終了までメジャーに復帰することはなかった。この年はメジャーで43試合に登板して防御率1.73などを記録した。
2025年は移籍前までに12試合に登板して勝星なしの1敗2ホールド、防御率4.35、13奪三振などを記録したが、7月31日にダニー・ジャンセンをトレードで獲得したことなどに伴いエルビス・ペゲーロと共にDFAとなった。

### ホワイトソックス時代
2025年8月3日にウェイバー公示を経てペゲーロと共にシカゴ・ホワイトソックスに移籍し、同日中にオプションでAAA級シャーロット・ナイツに配属された。

## 詳細情報

### 年度別投手成績
| 年 度    | 球 団    | 登 板 | 先 発 | 完 投 | 完 封 | 無 四 球 | 勝 利 | 敗 戦 | セ 丨 ブ | ホ 丨 ル ド | 勝 率 | 打 者 | 投 球 回 | 被 安 打 | 被 本 塁 打 | 与 四 球 | 敬 遠 | 与 死 球 | 奪 三 振 | 暴 投 | ボ 丨 ク | 失 点 | 自 責 点 | 防 御 率 | W H I P |
| -------- | -------- | ----- | ----- | ----- | ----- | -------- | ----- | ----- | -------- | ----------- | ----- | ----- | -------- | -------- | ----------- | -------- | ----- | -------- | -------- | ----- | -------- | ----- | -------- | -------- | ------- |
| 2023     | LAD      | 6     | 0     | 0     | 0     | 0        | 0     | 0     | 0        | 0           | ----  | 44    | 8.2      | 12       | 1           | 4        | 0     | 1        | 7        | 0     | 0        | 7     | 7        | 7.27     | 1.85    |
| 2024     | MIL      | 43    | 0     | 0     | 0     | 0        | 6     | 1     | 0        | 14          | .857  | 231   | 62.1     | 28       | 7           | 17       | 0     | 3        | 62       | 1     | 1        | 12    | 12       | 1.73     | 0.72    |
| MLB：2年 | MLB：2年 | 49    | 0     | 0     | 0     | 0        | 6     | 1     | 0        | 14          | .857  | 275   | 71.0     | 40       | 8           | 21       | 0     | 4        | 69       | 1     | 1        | 19    | 19       | 2.41     | 0.86    |

- 2024年度シーズン終了時

### 年度別守備成績
| 年 度 | 球 団 | 投手（P） | 投手（P） | 投手（P） | 投手（P） | 投手（P） | 投手（P） |
| 年 度 | 球 団 | 試 合     | 刺 殺     | 補 殺     | 失 策     | 併 殺     | 守 備 率  |
| ----- | ----- | --------- | --------- | --------- | --------- | --------- | --------- |
| 2023  | LAD   | 6         | 1         | 0         | 0         | 0         | 1.000     |
| 2024  | MIL   | 43        | 5         | 5         | 0         | 0         | 1.000     |
| MLB   | MLB   | 49        | 6         | 5         | 0         | 0         | 1.000     |

- 2024年度シーズン終了時

### 背番号
- 93（2023年）
- 52（2024年 - 2025年5月12日）